# Acidente aéreo de Villa Castelli
O acidente aéreo de Villa Castelli foi um acidente aéreo entre dois helicópteros de um reality show, em Villa Castelli, La Rioja, Argentina. Entre os mortos, estavam a navegadora Florence Arthaud, a nadadora e campeã olímpica Camille Muffat e o pugilista Alexis Vastine.